# ایستگاه قطار شهری جابر
ایستگاه قطار شهری جابر ایستگاهی در خط ۱ متروی اصفهان است. این ایستگاه در ۲۳ مهر ۱۳۹۴ افتتاح شد. این ایستگاه در خیابان عادلپور، در شمال اصفهان واقع شده‌است. ایستگاه بعدی در سمت شمال غربی ایستگاه شهید علیخانی و در سمت جنوب ایستگاه کاوه است.